# Marcus Claudius Tacitus
Tacitus (tiếng Latinh: Marcus Claudius Tacitus Augustus; 200 – 276), là Hoàng đế La Mã từ năm 275 đến 276. Trong thời gian cầm quyền ngắn ngủi của mình, Tacitus đã tiến hành chiến dịch quân sự thảo phạt người Goth và Heruli mà nhờ đó ông nhận được danh hiệu Gothicus Maximus.

## Tiểu sử

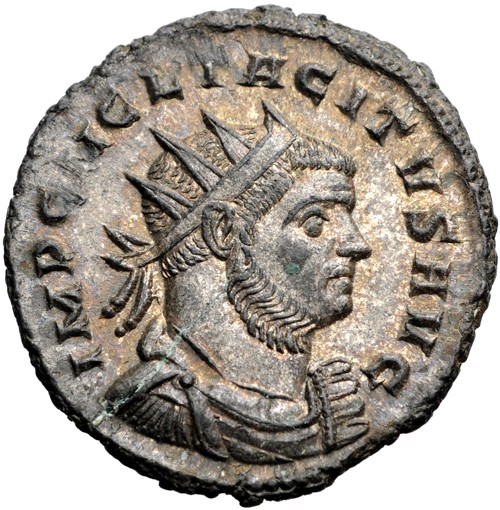
Đồng xu Antoninianus của Tacitus

Tacitus sinh ra tại Interamna (Terni) ở Ý. Ông từng cho lưu hành những bản sao các tác phẩm của nhà sử học Gaius Cornelius Tacitus vốn chỉ được đọc vào thời điểm đó, vì vậy mà hậu thế đã cảm ơn ông một phần vì những tác phẩm còn sót lại của Tacitus. Tuy nhiên, giới sử học hiện đại đã bác bỏ lời tuyên bố thuộc dòng dõi nhà sử học của ông chỉ là giả mạo. Suốt thời kỳ trị vì của mình, Tacitus đã bãi miễn chức vụ của một loạt quan chức dân sự khác nhau, trong đó có chức quan chấp chính vào năm 273 với tất cả sự kính trọng.
Sau vụ ám sát Hoàng đế Aurelianus, Tacitus được Viện Nguyên lão chọn kế thừa ngôi vị của Aurelianus, và sự lựa chọn này lại được sự phê chuẩn nhiệt tình của quân đội vốn có mối quan hệ nồng ấm với Tacitus. Đây là lần cuối cùng mà Viện Nguyên lão được phép bầu chọn một Hoàng đế La Mã. Có một khoảng thời gian đứt quãng giữa Aurelianus và Tacitus và một bằng chứng có thật kể rằng vợ của Aurelianus là Ulpia Severina đã quản việc triều chính theo đúng quyền của mình trước khi diễn ra cuộc bầu chọn Tacitus. Trong một chừng mực thì Tacitus vẫn còn án binh bất động ở Campania và khi nghe những tin tức về cuộc bầu chọn ngôi vị hoàng đế của mình, thì ông tức tốc kéo về Roma. Tacitus đã quyết định tái liên quan đến Viện Nguyên lão trong một số cách thức tư vấn trong các cơ chế của chính phủ và yêu cầu Viện Nguyên lão phải tôn sùng Aurelianus, trước khi tiến hành việc bắt giữ và xử tử những kẻ sát hại Aurelianus.
Rồi kế đến hoàng đế đích thân đem quân trấn áp đám lính đánh thuê gốc rợ được Aurelianus thu thập để bổ sung cho đại quân La Mã trong chiến dịch miền Đông của ông. Đám lính đánh thuê này đã cướp bóc một số thị trấn tại các tỉnh La Mã phía Đông sau khi Aurelianus bị ám sát và chiến dịch này buộc phải hủy bỏ. Người em họ của ông là viên Pháp quan thái thú (Praetorian Prefect) Florianus cùng với Tacitus đã giành chiến thắng trong cuộc chinh phạt các bộ tộc mà hầu hết là người Heruli, nhờ đó ông được hoàng đế ban cho danh hiệu Gothicus Maximus.
Trên đường trở về phía Tây để đối phó với một cuộc xâm lược xứ Gaul của người Frank và Alamannic, theo các sử gia Aurelius Victor, Eutropius và bộ sử Historia Augusta thì Tacitus mất vì bệnh sốt tại Tyana ở Cappadocia vào tháng 6 năm 276. Tài liệu này viết rằng Tacitus bắt đầu có những biểu hiện kỳ lạ và đột nhiên ông muốn đổi tên các tháng để tôn vinh chính mình trước khi qua đời vì một cơn sốt. Trái lại trong một tài liệu của nhà sử học Zosimus thì lại cho rằng hoàng đế bị ám sát sau khi bổ nhiệm một trong những người thân của mình vào chức vụ chỉ huy quan trọng ở Syria.